# Deutscher Verband Frau und Kultur
Le Deutscher Verband Frau und Kultur (Association allemande des femmes et de la culture) est une association de femmes allemandes fondée en 1896. Destiné à l'origine à promouvoir des vêtements de réforme pour permettre aux femmes une liberté de mouvements, l'association change de nom à plusieurs reprises. A partir de 1929, elle abandonne la référence à la mode de réforme. Elle se réorganise après la Seconde Guerre mondiale et prend le nom de Deutscher Verband Frau und Kultur en 1973 et promeut la créativité, l'éducation culturelle et l'engagement social des femmes. Elle dispose d'un fort réseau de 14 sections à travers le pays.

## Histoire
Peu après le Congrès international pour le travail et les aspirations des femmes (Internationalen Kongress für Frauenwerke und Frauenbestrebungen) à Berlin en 1896, organisé par Lina Morgenstern et Minna Cauer, les femmes berlinoises fondent l'Association pour l'amélioration du vêtement féminin (Verein zur Verbesserung der Frauenkleidung) le 11 octobre 1896, avec la devise Gesund, praktisch, schön (Sain, pratique, beau),. Une association similaire, la National Dress Reform Association existe déjà aux États-Unis depuis 1856 et, au Royaume-Uni, la Rational Dress Society (en) est fondée en 1881. Ces associations ne se préoccupent pas seulement du renouvellement du style vestimentaire, mais aussi de la remise en question de la hiérarchie des sexes dans la société et de la manière dont elle est représentée à travers les vêtements. Ainsi, si l'objectif de l'association est de « sensibiliser le public à la nécessité de vêtements sains et confortables et de contribuer à leur acceptation » sa première présidente Sera Proelss, affirme que les vêtements féminins améliorés doivent « montrer clairement que nous sommes des êtres pensants ». Après la fondation de l'association à Berlin, une section se constitue à Dresde en 1897 puis dans d'autres villes les années suivantes. Les sections de Berlin et de Dresde restent les plus importantes. Une association faîtière est crée sous la présidence de Margarete Pochhammer (de) qui a déjà présidé l'association berlinoise,. 
Une première exposition de vêtements de réforme a lieu à Berlin en avril 1897. 35 entreprises industrielles et artisanales y participent et 8 500 visiteurs y assistent. 
Les réformatrices mènent un travail pédagogique, avec des conférences données par des mouvements de femmes et des médecins, des expositions, des brochures ..., pour diffuser leurs idées de réforme sociale. 
En 1902, l'Association pour l'amélioration du vêtement féminin se scinde : une partie rejoint le Deutscher Verein für Volkshygiene (Association allemande pour l'hygiène publique) tandis qu'une autre s'organise en tant que Freie Vereinigung für Verbesserung der Frauenkleidung (Association libre pour l'amélioration du vêtement féminin) et devient internationale,.  
La Freie Vereinigung a son siège social à Dresde et prend un caractère international avec l'adhésion d'associations polonaises, néerlandaises et britanniques. La présidente Ella Law fait de la santé et la réforme esthétique du vêtement les axes de l'association. Elle promeut l'« entraînement physique » des femmes pour renforcer leur corps après des années de port de corsets, inspiré du style de danse d'Isadora Duncan, ainsi que des cours de gymnastique pour les filles. La démarche peut être liée au mouvement Lebensreform qui se développe à Dresde, avec  la Cité-jardin d'Hellerau (de) où se construit l'Institut pédagogique de musique et de rythme d'Émile Jaques-Dalcroze. 
Lors d'une conférence tenue en mai 1907 à Munich, l'organisation faîtière Deutscher Verband für Verbesserung der Frauenkleidung (Association allemande pour l'amélioration du vêtement féminin) est crée sous la présidence de Fanny Goetz. Parallèlement, une Association internationale pour l'amélioration du vêtement féminin : Internationaler Verband für Verbesserung der Frauenkleidung est fondée avec  Ella Law, Fanny Goetz et Johanna Kersten de Haarlem.  
Ainsi, au début du XXe siècle, Dresde peut être considérée non seulement comme l'un des centres d'art et d'arts appliqués, mais aussi comme l'un des berceaux du mouvement de réforme de la mode. 
La Freie Vereinigung a une orientation pratique autant que théorique. Elle  soutient le travail des entreprises et couturières locales, garantit ainsi un accès facile à la mode réformée. Le groupe local de Dresde publie même des annuaires d'entreprises répertoriant des fournisseurs d'articles de mode réformée. On y trouve aussi bien des ateliers de couture que des grands magasins. Lors de la Troisième exposition d'art et d'artisanat allemand de Dresde (de) en 1906, elle présente une sélection de vêtements et sous-vêtements, mais aussi accessoires, tissus et photographies de mode dans une boutique conçue par la designeuse Gertrud Kleinhempel. Les articles sont proposés à l'achat,. 
Ces activités montrent que la réforme de la mode n'est pas le sujet mineur qu'on le prétend souvent. 
Le Deutscher Verband für Verbesserung der Frauenkleidung participe activement, y compris à l'organisation, à l' Exposition internationale d'hygiène de Dresde en 1911. L'exposition ne présente que des vêtements pour femmes et aucun vêtement pour hommes. L'association expose une vaste sélection d'objets : bas, sous-vêtements, modèles réduits, robes, échantillons de tissus et aussi des vêtements de travail pour femmes. Le Deutscher Verband für Verbesserung der Frauenkleidung obtient une médaille d'argent pour sa participation.  
L'association est membre du Deutscher Werkbund.   
Dans les années précédant la Première Guerre mondiale, on observa une évolution du discours, passant d'une réforme de la mode à la recherche d'une « mode allemande » à motivation politique, en opposition au « diktat de la mode française ». Pendant la guerre, l'association participa aux actions de secours du « Service national des femmes ». Après la guerre, ses membres militèrent également pour le droit de vote des femmes. 
À partir de 1912, l'association faîtière, Deutscher Verband, se renomme Deutscher Verband für Neue Frauenkleidung und Frauenkultur (Association allemande pour le nouveau vêtement féminin et la culture féminine) , et de 1914 à 1929 Verband für deutsche Frauenkleidung und Frauenkultur (Association pour le vêtement féminin allemand et la culture féminine). Durant les années précédant la Première Guerre mondiale, le discours passe d'une réforme de la mode à la recherche d'une « mode allemande ». L'accent est mis sur l'aide pratique. Les membres de l'association développent et distribuent des patrons de vêtements, donnent des instructions pour la réalisation de modèles de tous les jours, conçoivent des vêtements professionnels et installent des ateliers de couture.,.  Pendant la guerre, l'association participe aux actions de secours du Service national des femmes (de). Après la guerre, ses membres militent également pour le droit de vote des femmes.  
À partir de 1929, l'association abandonne la référence à la mode de reforme et se renomme Verband deutsche Frauenkultur (Association de la culture féminine allemande). 
À partir de 1933, l'association est rattachée au Deutsches Frauenwerk, une organisation féminine nazie qui rassemble, sous sa tutelle, les membres des associations de femmes (non communistes ou socialistes) de la République de Weimar. Le bureau, les ateliers et les archives de Nuremberg sont détruits en 1945.
La réorganisation de l'association débute dès 1946. La première conférence d'après-guerre a lieu à Hohenlimburg en 1948. En 1973, face aux bouleversements culturels, l'association prend le nom de Deutscher Verband Frau und Kultur (Association allemande des femmes et de la culture). Elle est membre du Deutschen Frauenrat (de) (Conseil allemand des femmes),. En 2023, la présidente fédérale est l'historienne de l'art de  Bochum, Elisabeth Kessler-Slotta. 

## Groupes locaux
L'épine dorsale de l'association réside dans ses groupes locaux. Alors qu'il y avait 70 groupes locaux sous la République de Weimar , on en compte aujourd'hui 14 en 2025 avec environ 1700 membres.  Chacun de ces groupes locaux est une association à but non lucratif enregistrée. Ils proposent des conférences, des séminaires, des groupes de travail, des voyages d'études et des visites de musées.

## Journaux
Depuis 1897, le Deutscher Verband Frau und Kultur possède son propre journal, dont le titre a changé à plusieurs reprises. Fondée sous le nom de Mittheilungen des Allgemeinen Vereins für Verbesserung der Frauenkleidung (Communications de l'Association générale pour l'amélioration du vêtement féminin ) puis Neue Frauenkleidung und Frauenkultur: Zeitschrift für persönliche, künstlerische Kleidung, Körperkultur und Kunsthandwerk (Nouveaux vêtements et culture féminine : revue pour l'habillement personnel et artistique, la culture physique et l'artisanat), elle s'intitule à partir de 2023 : Blickpunkt Frau und Kultur : Zeitschrift des Deutschen Verbandes Frau und Kultur e.V ( Focus sur les femmes et la culture ». : Journal de l'Association allemande des femmes et de la culture).

## Publication
- (de) Deutsche Frauen-Kultur. Lebensgestaltung, Erziehung, Körperbildung, Kleidung, Wohnung, Wertarbeit. 40. Jahrgang von Verband Deutsche Frauenkultur Verlag: ,, Leipzig, Verlag Otto Beyer, 1936